# Carex calcis
Carex calcis är en halvgräsart som beskrevs av K.A.Ford. Carex calcis ingår i släktet starrar, och familjen halvgräs. Inga underarter finns listade i Catalogue of Life.